# ヒストリサイン
ヒストリサイン(Histolysain、EC 3.4.22.35)は、istolysin、Entamoeba histolytica cysteine proteinase、amebapain、Entamoeba histolytica cysteine protease、Entamoeba histolytica neutral thiol proteinase等とも呼ばれる酵素である。以下の化学反応を触媒する。
基底膜のコラーゲンやアゾカゼインを含むタンパク質を加水分解する。特にZ-Arg-Arg-!NHMecを含む小分子基質のArg-Arg-を好んで切断する。
このタンパク質は、原生生物赤痢アメーバ(Entamoeba histolytica)が持つ。